# Miss Perú 2011
El Miss Perú 2011 es la 59° edición de Miss Perú y correspondiente al año 2011. Fue realizado el 25 de junio de 2011 en la Fortaleza del Real Felipe en Callao, Perú. Al final del evento, Giuliana Zevallos Miss Perú Universo 2010, coronó a Natalie Vértiz de USA Perú o Comunidad Peruana en los Estados Unidos, como su sucesora y quién representó al Perú en el certamen de Miss Universo 2011.

## Resultados
| Resultado               | Candidata |
| ----------------------- | --- |
| Miss Perú Universo 2011 | - USA Perú - Natalie Vértiz |
| Miss Perú Mundo 2011    | - Junín - Odilia García |
| 1era Finalista          | - Loreto - Nicole Faverón |
| 2da Finalista           | - Amazonas - Giselle Patrón |
| 3era Finalista          | - Departamento de Lima - Cindy Mejía |
| 4ta Finalista           | - Trujillo - Stefani Bueno |
| Top 12                  | - Pasco - Della Rivera - Villa Rica - Katerine Villayzan - Apurímac - Carmen Vizcarra - Tumbes - Lia Lemor - Huánuco - Kenia Brack - Distrito de Lima - Grace Mejía |

## Sede
La organización de Miss Perú, señalaron de que la Quincuagésima Novena edición del certamen, fuera realizado en la Fortaleza del Real Felipe del Callao, por primera vez como Sede Principal del evento.

### Premios Especiales
- 'Miss Internet'  - Tacna - Sherina Ruiz
- 'Miss Talent Show'  - Villa Rica - Katerine Villayzan
- 'Mejor Cabello' '- Amazonas - Giselle Patrón
- 'Miss Fotogénico'  - Pasco - Della Rivera
- 'Miss Congenialidad'  - San Martín - Sofía Cornejo
- 'Miss Elegance'  - Loreto - Nicole Faverón
- 'Miss Body'  - USA Perú - Natalie Vértiz
- 'Miss Smile'  - Junín - Odilia García
- 'Miss Personal Training'  - Amazonas - Giselle Patrón
- 'Miss Silhouette'  - USA Perú - Natalie Vértiz
- 'Miss Evolución Anti Edad'  - Pasco - Della Rivera

## Nombres de Las Delegadas
| - Amazonas - Giselle Patrón - Apurimac - Carmen Isabel Vizcarra Gómez - Arequipa - Adriana Conde Ledezma - Ayacucho - Yessenia Carolyn Espinoza Huibbs - Cajamarca - Roxana Díaz Alberca - Callao - Mayra Farje Zhang - Cuzco - Miluska Huaroto Camargo - Distrito Capital - Grace Mejía Santa Maria - Huancavelica - Wendy Llanos Cruz - Huánuco - Kenia Annie Brack Terrells - Junín - Odilia Pamela García - La Libertad - Gisela Torres Ramirez - Lambayeque - Luciana Onetti Guzmán - Loreto - Nicole Faverón - Moquegua - Tamara Zapata Blas - Pasco - Della Rivera - Piura - Carla Paulina Gutiérrez Blanco - Region Lima - Cindy Mejía Santamaría - San Martín - Sofia Cornejo Grandez - Tacna - Sherina Ruiz Pisco - Trujillo - Stefani Mary Bueno Obado - Tumbes - Lia Lemor Wright - USA Peru - Natalie Vértiz - Villa Rica - Katerine Villayzan Hernández - Moskoso - Gianella Paz Pacheco - Tower - Paula Manzanal |